# Jelisaweta Petrowna Glinka

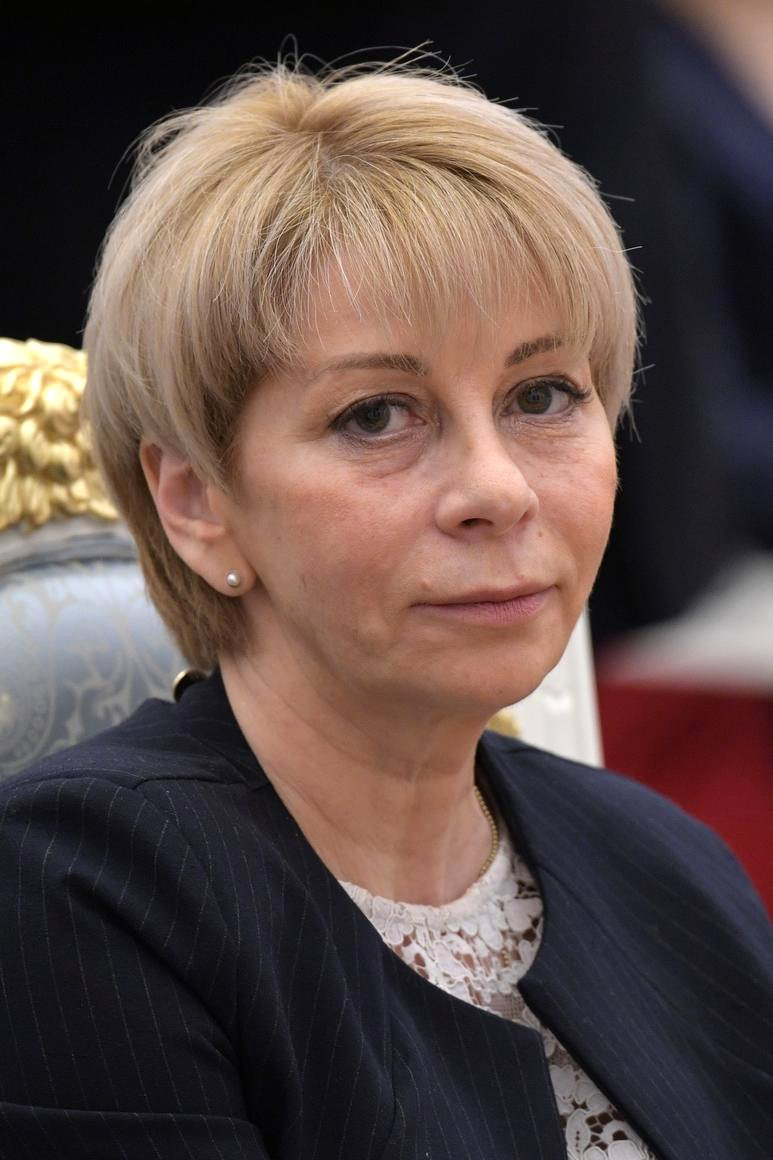
Jelisaweta Glinka (Dezember 2016)

Jelisaweta Petrowna Glinka (russisch Елизаве́та Петро́вна Гли́нка, bekannt auch als Dr. Lisa, russisch До́ктор Ли́за; * 20. Februar 1962 in Moskau; † 25. Dezember 2016 in der Nähe von Sotschi, Russland) war eine russische Ärztin. Sie war die Leiterin der Hilfsorganisation Gerechte Hilfe und kam beim Absturz einer Tupolew Tu-154 ums Leben.

## Leben
Glinka absolvierte 1986 ein Studium am 2. Moskauer Medizinischen Institut (MOLGMI) in Moskau. Sie heiratete in den USA und erhielt 1991 eine zweite medizinische Ausbildung als Palliativmedizinerin an der Dartmouth Medical School der Universität Dartmouth College. Sie arbeitete fünf Jahre lang in verschiedenen Spezialkliniken. Als ihre Mutter erkrankte, kehrte sie nach Russland zurück. Glinka gründete 2007 die Hilfsorganisation Gerechte Hilfe. Diese hilft kostenlos Krebskranken, materiell schwächeren Menschen und Obdachlosen. Sie hat nach Überschwemmungen und nach Waldbränden Hilfe organisiert. Seit November 2012 war Glinka Mitglied des Rates des Präsidenten der Russischen Föderation für die Entwicklung der Zivilgesellschaft und der Menschenrechte. Glinka wird in Russland einfach nur „Dr. Lisa“ genannt. Glinka hatte zahlreiche schwerkranke Kinder aus den international nicht anerkannten Volksrepubliken Donezk und Lugansk nach Russland gebracht, um sie medizinisch zu versorgen. Sie brachte Medikamente nach Syrien und organisierte dort medizinische Hilfe. Bei der feierlichen Zeremonie Anfang Dezember 2016 im Kreml nach Übergabe einer Auszeichnung von Wladimir Putin für ihr Engagement hatte Glinka gesagt: „Wir wissen nie, ob wir lebend zurückkommen, denn Krieg ist die Hölle auf der Erde. Ich weiß wovon ich spreche.“
Glinka starb beim Absturz eines Flugzeugs des russischen Verteidigungsministeriums, das von Moskau auf dem Weg nach Syrien war. Sie wollte persönlich Medikamente im Spital in Aleppo abgeben. Sie war Mutter dreier Kinder. Das Kinderspital in Grosny trägt ihren Namen.

## Auszeichnungen
- Orden der Freundschaft – 2012

## Dokumentarfilm
- Мой друг доктор Лиза (Meine Freundin Dr. Lisa) – 2009